# 3Dインベストメント・パートナーズ
3Dインベストメント・パートナーズ（3D Investment Partners）は、シンガポールを拠点とするアクティビストで、日本企業を主な投資対象とするバリュー投資戦略を展開している。企業の本質的価値に注目し、エンゲージメントを通じた企業価値の向上を目指す運用方針を掲げている。
長谷川寛家（Kanya Hasegawa）によって2015年に設立。設立前、長谷川はBroad Peak（シンガポールのマルチストラテジーファンド）、ゴールドマン・サックスやチューダー・インベストメント（ヘッジファンド）でも勤務していた。

## 活動事例
- 日鉄ソリューションズ（2025年）[3]
- 日本製鉄（2025年）[4]
- 東邦ホールディングス（2025年）[5]
- サッポロホールディングス（2024〜2025年）[6]

## スチュワードシップ活動
2022年2月に日本版スチュワードシップ・コードに基づく責任ある機関投資家としての声明を発表し、2025年5月には議決権行使方針も公表している。